# أوتزي
أُتزي أو أُوتزي (بالألمانية: Ötzi) تُلفظ بالألمانية: [œtsi]، ويُسمَّى أيضاً رجل الثلج هو مومياء محفوظة طبيعياً لرجل عاش في العصر النحاسي بين عامي 3350 و3105 قبل الميلاد. اكتُشفت المومياء في سبتمبر 1991م في الجزء الأتزي [الإنجليزية] من جبال الألب على الحدود بين النمسا وإيطاليا، فسمِّيت بإسمه. أتزي هو المومياء البشرية الأقدم المحفوظة طبيعياً في قارة أوروبا.
عاش أتزي ومات في العصر النحاسي، ووجدت في حوزته أغراض بحالة ممتازة سلطت الضوء على حياة الناس في ذلك العصر، من هذه الأغراض: الملابس، ومن ضمنها هيكل نادر لحذاء، وأدوات للصيد أو للمعاش نحو مِكشطة أو للقتال نحو خنجر حجرية ورؤوس سهامٍ غير مصقولة، بالإضافة لفأسِ نحاسٍ تُمثِّل قمة التقانة في العصر الذي عاش فيه أتزي، وقد دفع وجود هذه الفأس بعضاً من العلماء إلى القول بأن أتزي كان ذا مكانة عالية في قبيلته عند موته.
ساد في البداية الاعتقاد بأن أتزي قد قضى نحبه بسبب انخفاض درجات الحرارة نتيجةً لعاصفة ثلجية، ولكن كشفت بحوثٌ لاحقة أن أتزي قد مات ميتة عنيفة، فقد كشف التصوير بالأشعة السينية وجود رأس سهم في كتفه الأيسر في موقع قاتل، ويظن الباحثون أن فرصته بالنجاة ضئيلة بعد إصابة كهذه حتى مع توافر التقنيات الحديثة، ولذلك فقد خضعت طبيعة حياته وظروف موته إلى أبحاث مكثفة بما في ذلك الصور بالأشعة السينية وبالتصوير المقطعي المحوسب وتحليل الحمض النووي وتحليل محتويات جهاز الهضم وغير ذلك، وقد ساعدت هذه الأبحاث في فهم أوسع لنمط حياته وإعادة تكوين آخر يومين في حياته.
اكتشف أتزي في الأراضي النمساوية سنة 1991م، ولكن هذه المنطقة أصبحت ضمن الأراضي الإيطالية نتيجة لتغير الحدود المرتبط بذوبان الجليديات في جبال الألب. تُعرض رفات أتزي ومتعلقاته في متحف علم الآثار في بلسانة [الإنجليزية] في إيطاليا.

## الاكتشاف
عثر سائحان ألمانيان على أتزي في 19 سبتمبر 1991م، على ارتفاع 3,210 م (10,530 قدم) في الحافة الشرقية لقمة فاينلسبتز [الإنجليزية] في جبال الألب الأتزية على الحدود الإيطالية النمساوية قرب جبل زملون [الإنجليزية] ومعبر تزينيوخ. عندما رأى السائحان، واسمهما هلموت وإركا سيمون، المومياء للمرة الأولى اعتقدا أنها تخص أحد متسلقي الجبال المعاصرين.
حاول أحد عناصر درك الجبل وحارس الممر استخراج الجسد في اليوم التالي باستعمال مطرقة ثاقبة وفؤوس الجليد، وكانت المومياء ما تزال مُجمَّدةً دون الجذع، ولكن سوء حالة الطقس حالت دون ذلك. استخرج الجسد في يوم 22 سبتمبر ونُقِل إلى مكتب الطبيب الشرعي في إنسبروك، مع الأغراض التي عُثِر عليها بجانبه. فَحص كونارد سبندرلر، عالم الآثار من جامعة إنسبروك، الرُّفات في يوم 24 سبتمبر، أرَّخه "بأربعة آلاف سنة على الأقل" بعد دراسة الرموز على فأس وجدت بين المُتعلقات. أخذت عينات من الرفات ومن المتعلقات الأخرى لتفحصها معاهد علمية عديدة وتُحلِّلها، وخلُصت النتائج بما لا يقبل الشك بأن هذه البقايا لشخصٍ عاش بين عامي 3359 و3105 قبل الميلاد، أي منذ قرابة 5000 سنة. خلصت تقديرات أخرى إلى وجود احتمالٍ نسبته 66% أن أتزي مات بين عامي 3239 و3105 قبل الميلاد، و33% أنه مات بين عامي 3359 و3294 قبل الميلاد، و1% أنه مات بين عامي 3277 و3268 قبل الميلاد.

### النزاع على ترسيم الحدود
رُسمت الحدود بين مقاطعة بلسانة في إيطاليا، والتي تُعرف أيضاً باسم جنوب تِرُول، وشمال تِرُول خلال معاهدة سان جيرمان عام 1919 باعتبارها الحد الفاصل بين نهري إن وآدجة. أدى وجود نهر جليدي بالقرب من تيسينجوتش في ذلك الوقت، والذي انحسر منذ ذلك الحين عما كان عليه عند توقيع المعاهدة إلى إزاحة الحدود إلى الشمال. أثبت مسح الأرض الذي أُجري في أكتوبر 1991 أن المومياء وُجدت 92.56 م (101.22 يارد) داخل الأراضي الإيطالية، وهو ما يتوافق مع ادعاءات الملكية الإيطالية، مع أن الموقع أصبح بعد ذلك في الأراضي النمساوية.  ادعت مقاطعة بلسانة الحق بالملكية، ولكنها وافقت على السماح لجامعة إنسبروك بإنهاء الفحوص العلمية. يُعرض أتزي، منذ 1998، في متحف بلسانة لعلم الآثار.

## التحاليل العلمية
فُحص الرفات فحصاً مكثفاً باستعمال الأشعة السينية وأُرِّخ بدقة، وفحصت الأنسجة ومحتويات الأمعاء باستعمال المجهر، كما هو حال الأغراض التي وُجدت مع الجثة. عُثر في قمة سان ماتيو [الإنجليزية] في ترينتو سنة 2004م على ثلاثة أجساد مجمدة لجنود من الإمبراطورية النمساوية المجرية قتلوا في خلال معركة سان ماتيو [الإنجليزية] سنة 1918م. أُرسل أحدها إلى متحف لدراسة كيف تؤثر البيئة على الأجساد للمساعدة في كشف ماضي أُتزي.

### الجثة

أتزي كما عُثر عليه مُجمَّداً في الجليدية، الصورة من التقاط هلمت سيمون، السائح الذي عثر عليه.

تشير التقديرات إلى أن طول أتزي عند موته كان 160 سـم (5 قدم 3 بوصة) ووزنه 50 كـغ (110 رطل) في حين يُقدَّر عمره بقرابة 45 سنة.
 عندما عُثِر على جثته، كان وزنها 13.750 كـغ (30 رطل 5.0 أونصة). كان تحلل الجثة جزئياً لأنها طُمِرت بالثلج بعد فترة قصيرة من الموت. ذكرت التقارير الأولى بأن قضيب الجثة وغالبية كيس الصفن قد فُقِدت، ولكن ظهر لاحقاً أن هذه الأجزاء لم يُعثر عليها أصلاً. يُشير تحليل حبوب اللقاح والغبار ونسبة النظائر في ميناء أسنانه إلى أنه قضى طفولته قرب الموقع المعاصر لقرية فلتورنو [الإنجليزية] في مقاطعة بلسانة، ولكنه انتقل لاحقاً ليعيش في وديان تبعد قرابة 50 كيلومتر (31 ميل) شمالاً.
كشف تصويرٌ طبقي محوري أجري سنة 2009م أن المعدة قد انزاحت إلى الأعلى إلى المنطقة التي يُفترض وجود أسفل الرئة بها. أظهر تحليل المحتويات بقايا مهضومة جزئياً للحم الوعل مع حبوبٍ من القمح، وأكّدت هذه النتيجة بفحص الحمض النووي، مما يعني أن أتزي قد تناول وجبة قبل أقل من ساعتين من موته. يُعتقد أيضاً أن أتزي قد تناول بضعة شرائح من لحم مُقدد مُدهِن، وغالباً أنه قديد مصنوع من لحم الماعز البري الموجود في مقاطعة بلسانة. أظهر تحليل محتويات أمعاء أتزي وجبتان، تناول آخرهما قبل 8 ساعات من وفاته، إحداها كانت لحم الشمواة والأخرى كانت لحم أيل أحمر مع خبز، أُكلت الوجبتان مع جذور وفواكه وحبوب معالجة لنخالة القمح وحيد الحبة يُحتمل أنها كانت مع الخبز. عُثر إلى جانب الجثة على قشور وحبوب قمحٍ وحيد الحبة وشعير وبذور الكتان وخشخاش وثمارٍ من الخوخ الشوكي بالإضافة لبذور مختلفة من التوت البري.
استعمل تحليل الشعر لفحص الحمية الغذائية في الفترة الممتدة لعدة أشهر قبل الوفاة. حُللت بقايا الوجبات الموجودة في الجهاز الهضمي كذلك، وأظهرت الوجبة الأولى حبوب طلعٍ تُشير إلى أن الوجبة أُكِلت في غابة مخروطيات على ارتفاع متوسط، أشارت حبوب طلعٍ أخرى لوجود القمح والبقول، والتي يُرجح أنها محاصيل زراعية بشرية. اكتشفت حبوب طلع القنابية أيضاً، كانت حبوب الطلع محفوظة بحالة جيدة جداً وكانت الخلايا الداخلية سليمة فيها، وهذا يعني أنها كانت ما تزال ناضرة في وقت موت أتزي (يُقدَّر عمرها بساعتين)، ويعني هذا أن الموت قد حصل في الربيع أو في أوائل الصيف. يُحصد القمح وحيد الحبة في أواخر الصيف، والخوخ الشوكي في الخريف، وهذا يعني أن الثمار قد حُصدت في السنة السابقة.
وجدت مستويات مرتفعة لجزئيات النحاس والزرنيخ معاً في شعر أتزي. دفع هذا العلماء، بالإضافة لنصل الفأس النحاسي بنقاوة بنسبة 99.7%، إلى الاعتقاد بأن أتزي شارك بعملية صهر النحاس.
دلَّ فحص قصبتي ساقي أتزي وعظمي فخذه وحوضه على أن نمط حياته تضمَّن مشيات طويلة في تضاريس جبلية، ولم يُلحظ أسلوب الحركة هذا على سكان آخرين في أوروبا في العصر النحاسي، وقد يشير هذا إلى أن أتزي كان راعياً يعمل على ارتفاعات عالية.
أعاد متحف الآثار في بلسانة تشكيل وجه أتزي باستعمال تقانة مسح ثلاثي الأبعاد، صُوّر أتزي ليبدو متعبًا غير أنيق المظهر، وظهر أكبر من عمره المفترض (45 سنة)، وبزوجٍ من العيون البنية العميقة ومع لحية ووجه مُجعَّد وخدود غائرة.

### الصحة
كان أتزي مصاباً بالمسلكة شعرية الذيل، وهي طفيلي معوي. لوحظ أيضاً في أثناء الفحص الطبقي المحوري، بأنّ ثلاثة أو أربعة من أضلاعه قد كُسِرت بعد أن استقرت الجثة على وضعية الوجه نحو الأرض، ويُحتمل أن الجليد قد سحق الجثة لتفسير هذا. أظهر أحد أظافره، وقد وُجِد ظفران مع الجثة، خطوط بو حددت أنه كان مريضاً ثلاث مرات على الأقل في الأشهر السابقة للوفاة، وتبين أن المرض الأخير قد حصل قبل شهرين من الوفاة وطال أمده أسبوعين. كانت بشرة أتزي، وهي الطبقة الخارجية للجلد، مفقودةً، وهذه نتيجة طبيعية لعملية التحنيط بالجليد. أظهرت أسنان أتزي تدهوراً داخلياً ملحوظاً في تجاويفها. ربما جاءت أمراض الفم هذه نتيجةً لنظامه الغذائي الغني بالحبوب والسكريات. كشف تحليل للحمض النووي أجري في فبراير 2012م أن أتزي كان يعاني من عدم تحمل اللاكتوز، ويدعم هذا النظرية القائلة بأن عدم تحمل اللاكتوز كان لا يزال شائعاً في ذلك الوقت، مع أن الزراعة كانت منتشرة وكذلك الاعتماد على الألبان.

### وصف الجثة والوشوم
وُجِد لدى أتزي 61 وشماً، تتكون من 19 مجموعة من الخطوط السوداء يتراوح طولها بين 7 و40 مم، وعرضها بين 1 و3 مم. يشمل هذا مجموعات من الخطوط المتوازية على امتداد المحور الطولي لجسمه وعلى جانبي الفقرات القطنية بالإضافة لوجود علامة متصالبة خلف الركبة اليمنى وعلى الكاحل الأيمن وخطوط متوازية حول معصم اليد اليسرى. وُجد التركيز الأكبر للعلامات على الرجلين: 12 مجموعة من الخطوط. أظهر فحصٌ مجهري لعينات جُمِعت من هذه الوشوم أنها قد صُنِعت باستعمال صبغة مصنوعة من رماد موقد أو من السخام. وُضِع هذا الصباغ في شقوق خطية أو في ثقوب صغيرة. اقترح الباحثون أن أتزي وُشِم مرات عديدة في الموقع نفسه من جسده، لأن الغالبية العظمى من الوشوم كانت شديدة السواد.
أظهر فحص الأشعة على عظام أُتزي تنكسًا في العظام إما بسبب عمره أو الإجهاد لا سيّما في المناطق الموشومة، وتمثل هذا في وجود الداء العظمي الغضروفي وداء الفقار من النوع الطفيف والبِلَى والتمزق في الركبة والكاحل خصوصًا. هناك من يتكهن بأن هذه الوشوم كانت جزءًا من علاجات تخفيف الآلام الشبيهة بالعلاج بالضغط الإبري أو الوخز بالإبر، واللذين استُخدما لأول مرة بعد ذلك بألفي سنة في الصين (1000 ق م تقريبًا)، فعلى سبيل المثال وُجد أن تسعًا من أصل تسع عشرة مجموعة من الوشوم بجوار مناطق وخز الإبر المُعتمدة حاليًا أو عليها مباشرةً، ومعظم المجموعات الأخرى موجودة على الخطوط الطولية [الإنجليزية] وسائر مناطق الوخز بالإبر الأخرى في الجسم وفوق المفاصل المُلتهبة. ربما خففت وشوم البطن من آلام أمعائه من الدودة السوطية التي يُعتقد أنها أصابته.
كان أتزي، بُعيد اكتشافه، أقدم مومياء بشرية ذات وشوم. ولكن في 2018، اُكتشفت وشوم على مومياء مصرية عاصرت أتزي أو عاشت في فترة قريبة من فترة حياته، دفعت العلماء للاعتقاد بأن ممارسة الوشم كانت معروفة منذ فترة في أيامهما.
بقيت كثيرٌ من وشوم أتزي غير ملحوظة لصعوبة رؤيتها بالعين المجردة. صوَّر باحثون الجسم بهدف كشف سائر الوشوم سنة 2015 باستعمال تقانات تصوير غير جراحي عديد الأطياف للحصول على صور ناتجة عن استعمال أضواء بأطوال موجة مختلفة لا يمكن للعين البشرية تحسسها.

### الملابس والحذاء

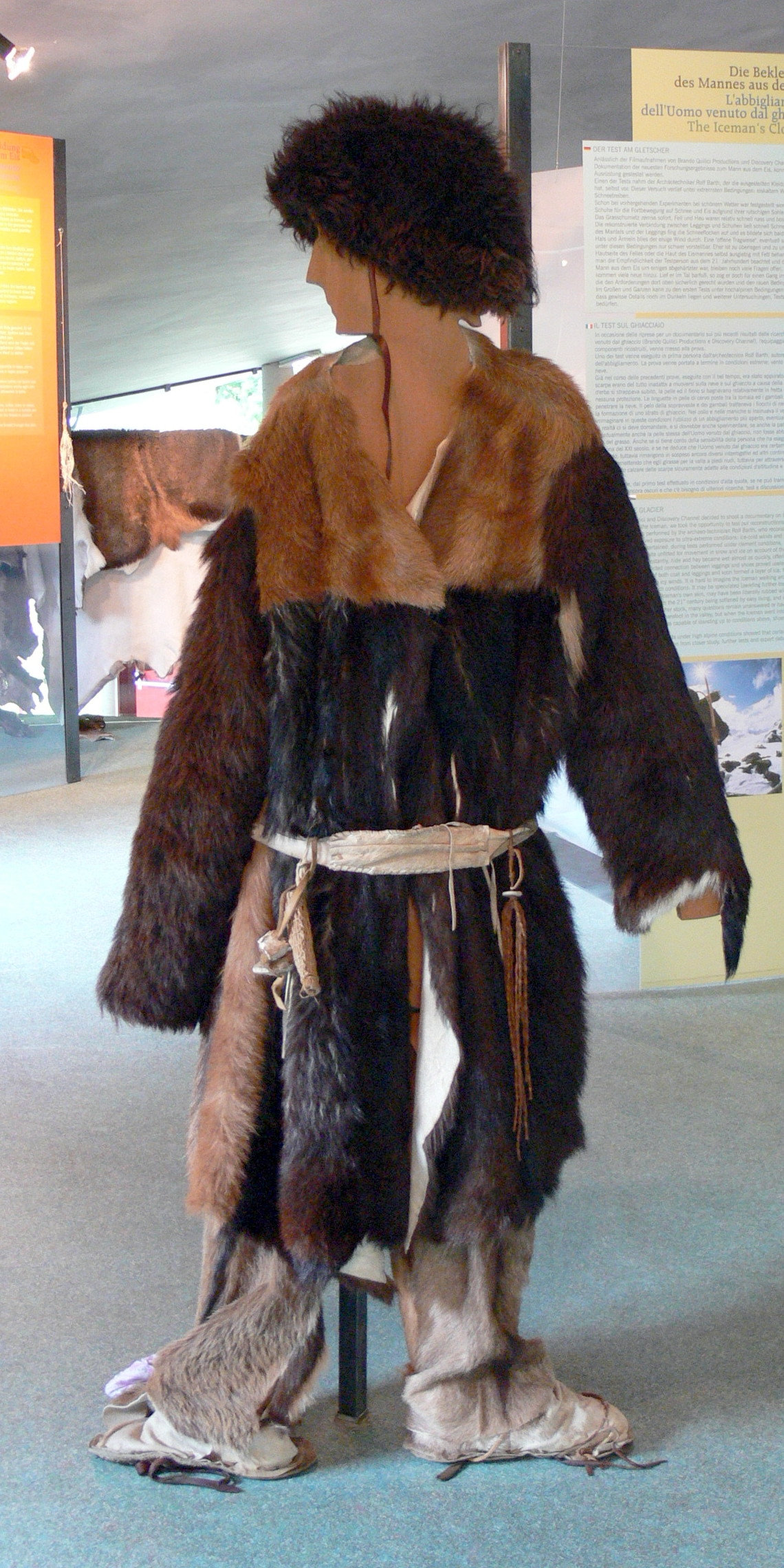
نسخة مقلدة لملابس أتزي كما عرضت في متحف أركوبارك في إيطاليا.

ارتدى أتزي عباءة من العشب المنسوج ومعطف وحزام وسروال ومئزر وحذاء صنعت كلها من أنواع مختلفة من الجلود. لبس أتزي أيضاً قبعة من جلد الدب مع رباط جلد. الحذاء مضاد للماء وعريض، ويبدو أنه صُمم للسير على الثلج، صُنع النعل باستخدام جلد الدب أما الصفيحة العليا فصنعت باستعمال جلد الغزال وثٌبتت على شبكة من لحاء الأشجار. وُضعت أعشاب طرية حول القدم في الحذاء لتعمل عمل الجوارب المعاصرة. صنع المعطف والحزان والسروال والمئزر من أشرطة جلد طولية خيطت بعضها مع بعض باستعمال أوتار حيوانات. خيط جيبٌ إلى الحزام وُجِد فيه: مكشطة ومثقاب ورقائق صوان ومخرز عظمي وفطور مُجفَّفة.

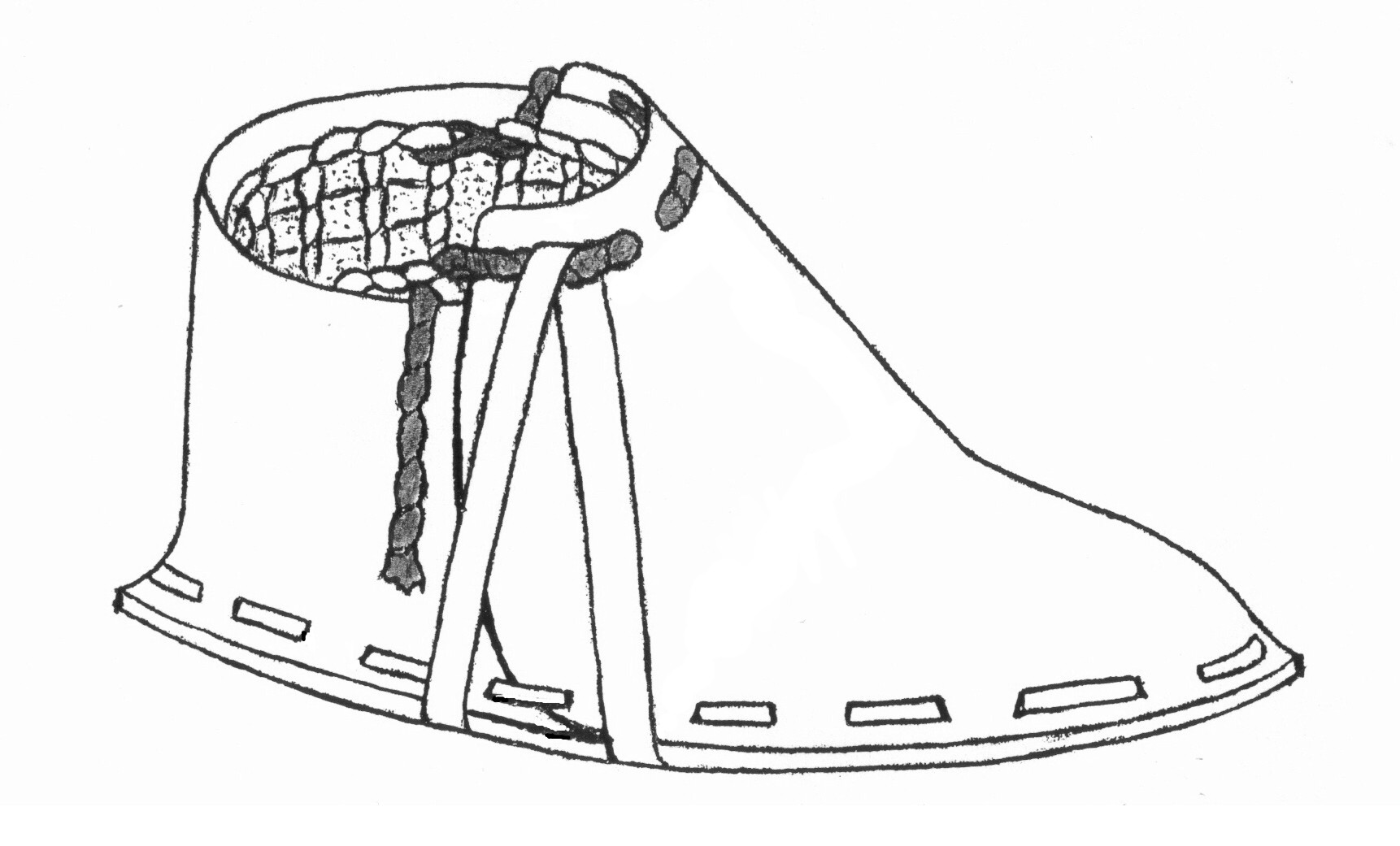
تصور فني لما يمكن أن يكون عليه حذاء أتزي الأيمن

أعاد باحث من التشيك صناعة الحذاء، وقال: "الحذاء معقد جداً، لذلك أنا مقتنع، أنه حتى قبل 5300 سنة، عرف الناس ما يشبه صانع الأحذية، وكان هذا الشخص يصنع الأحذية للآخرين". كانت النماذج التي أعيد إنتاجها ممتازة عند الارتداء، ووردت تقاريرُ بأن شركة تشيكية عرضت شراء حقوق البيع. ولكن فرضية أحدث من عالم الآثار البريطاني جاكي ود [الإنجليزية] تنص على أن حذاء أتزي هو الجزء الأعلى من حذاء ثلجٍ. ما عُثر عليه، حسب هذه النظرية، هو الإطار الخشبي وشبكة الهيكل التي تُغطَّى بجلد حيوان ليصبح الكُلُّ زوجاً واحداً من حذاء ثلج.
صُنعت الأغراض من جلود أربع حيوانات على الأقل تنتمي لنوعين مختلفين خيطت معاً. صُنع المئزر والمعطف من جلد خروف. أظهر تحاليل الموروثات أن هذه الخرفان الذين استعملت جلودهم أقرب إلى الخروف الأوروبي المستأنس منه إلى الخروف البري. صُنِع جزءٌ من المعطف من ماعز مستأنس ينتمي إلى مجموعة فردانية متقدرة تنتشر في أوروبا الوسطى اليوم (سلف أنثوي مشترك). صُنع السروال من جلد ماعز مستأنس. عُثِر على مجموعة مماثلة من السراويل مصنوعة من جلد الماعز في شنديوخ [الإنجليزية] في سويسرا، صنعت قرابة 5000 سنة مضت.
صُنع رباط الحذاء من ماشية أوروبية حسب فحص المورثات. أما الكنانة، فقد صُنعت من جلد يحمور أوروبي. وأما قبعة الفرو، فقد رُبطت حسب الموروثات مع سلالة الدب البني الموجودة في الإقليم اليوم. نشر باحثون من إيطاليا وإيرلندا في مجلة التقارير العلمية [الإنجليزية] تحليلهم للدنا المتقدرة في ملابسه، والتي استُخرجت من تسع شظيات من ست قطع من ملابسه ومنها مئزره وقبعته الفروية.

### الأدوات والمتعلقات

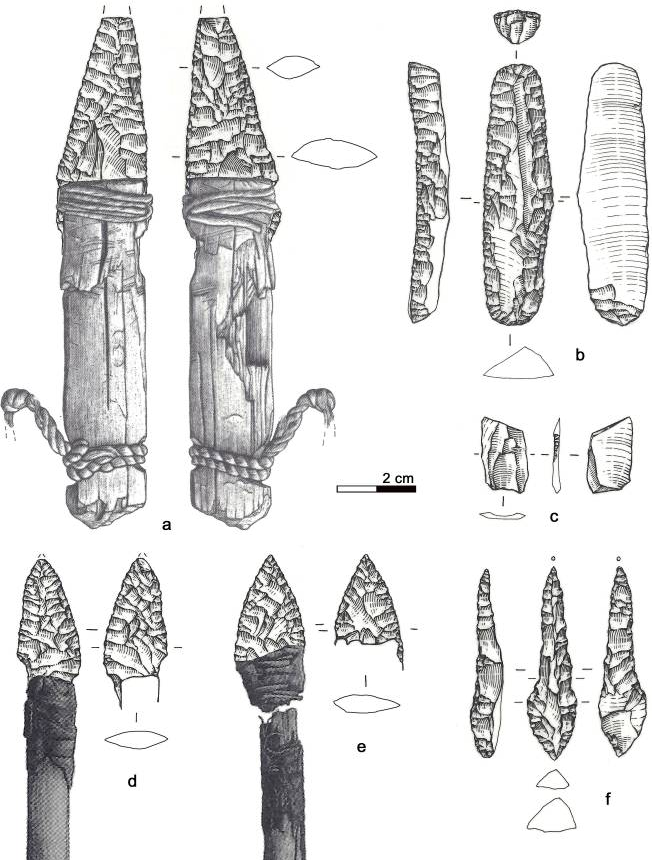
مجموعة أغراض الحجر التي وجدت بحوزة أتزي
a) خنجر b) مكشطة c) مثقب d) 14 رأس سهم e) 12 رأس سهم, f) رقائق صغيرة

الأدوات التي وجدت مع أتزي هي فأس نحاس مع مقبض من خشب الطقسوس التوتي وسكين ذات نصل من الصخر الصواني مقبضها من خشب المُران العالي وكنانة فيها 14 سهماً قصباتها من الرباطية والقرانيا. كان سهمان من الأسهم الأربعة عشر مكسورين، وكانا أيضاً ذوَيْ رأس مدبب من الصوان ولهما قذات، أما الأسهم الاثني عشر الأخرى فكانت غير مصقولة وغير مدببة. وُجِدت الكنانة مع ما يفترض أنه وتر قوسٍ وأداةٍ غير معلومة الهدف وأداة مصنوعة من القرون ربما استعملت لتدبيب رؤوس السهام. وُجدت أيضاً قطعة من خشب الطقسوس لم ينتهِ إعدادها لتكون قوساً طويلاً بطول 1.82 م (72 بوصة).

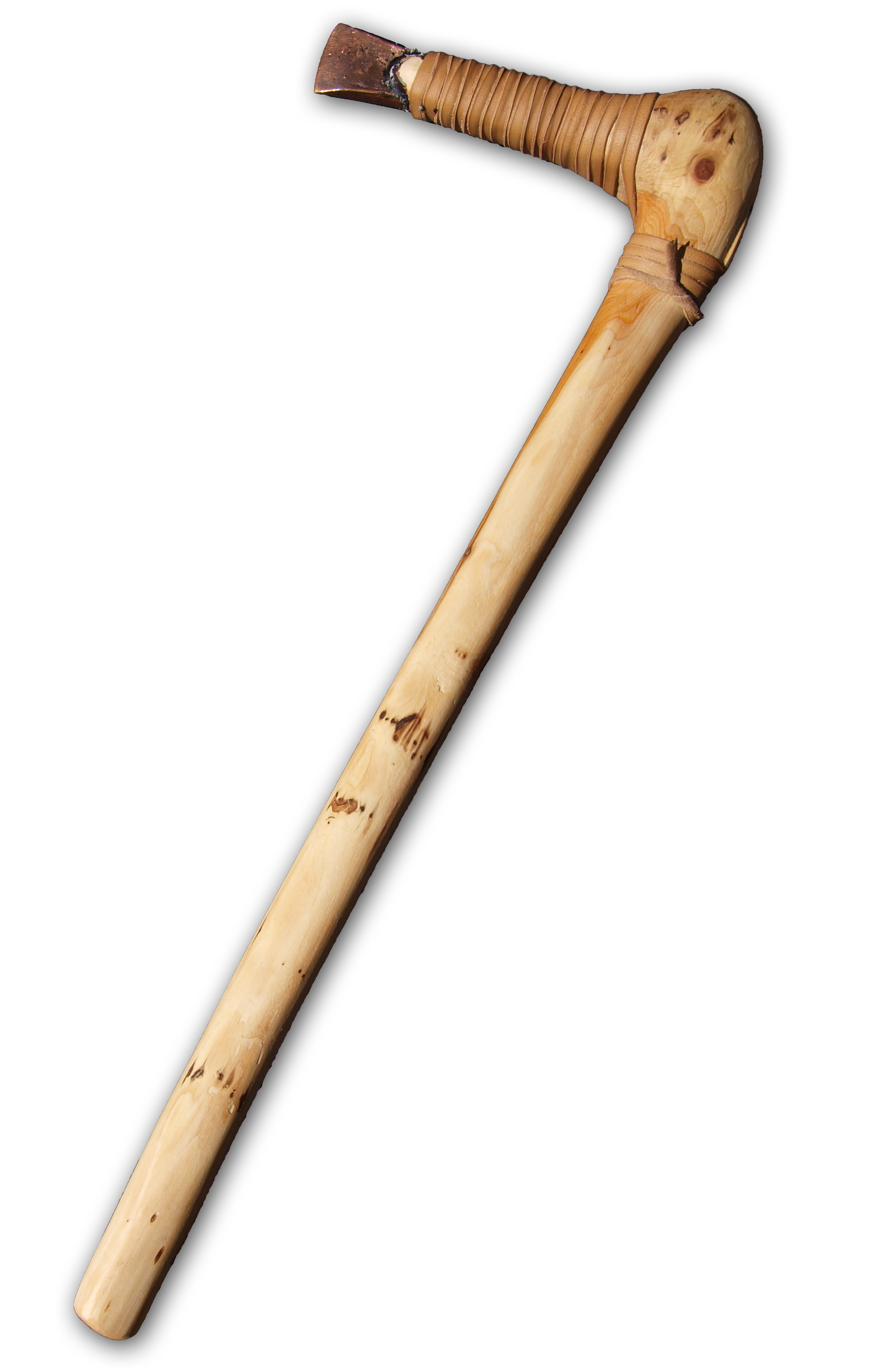
نسخة طبق الأصل أعيد إنتاجها من فأس أتزي النحاس

عُثر مع أتزي أيضاً على ثمار التوت وعلى سلتين من لحاء أشجار القضبان ونوعين من الفطور متعددة المسام [الإنجليزية] يتخللها خيط من الجلد. أحد نوعي الفطر هو فطر البتولا متعدد المسام [الإنجليزية] المعروف بأنه طارد للديدان، وربما استعمل لأغراض طبية. أما النوع الآخر فكان من عائلة فطور الصوفان وكان جزءاً مما يبدو أنه عُدة إشعال نار [الإنجليزية] مُعقَّدة. وُجدت آثار لأكثر من 10 نباتات مختلفة على العدة بالإضافة للبيريت والصوان المُستعملان لعمل الشرر.
كان مع أتزي فأس ذات نصل نحاس أيضاً، طول مقبضها 60 سـم (24 بوصة) وهو مصنوع بدقة من خشب الطقسوس التوتي ينتهي بانحناء نحو اليمين يصل إلى النصل الذي يبلغ طوله 9.5 سـم (3.7 بوصة)، وهو مصنوع من نحاس صرف تقريباً بالصب، كما أنه مُشذَّب ومَشحُوذ. مع أن الثابت أن استخراج خام النحاس في جبال الألب كان قد بدأ في ذلك الوقت، فقد أشارت دراسة إلى أن النحاس الموجود في الفأس مُستخرجٌ من جنوب طُسقانة. أُدخِل النصل وثُبِّت باستعمال قطران الطقسوس [الإنجليزية] في نهاية المقبض التي أُعدِّت لاستقباله بشقها لتصبح مُتفرِّعة، ثُمَّ رُبط مع المقبض بخيوط جلدية لإحكام التثبيت. يبرز النصل خارج الخيوط وتظهر عليه بوضوح علامات الاستعمال في التقطيع. كانت فأسُ النحاس في ذلك الوقت غرضاً ذا قيمة، واستعمل أداة لإنجاز العمل في الحياة اليومية ورمزاً لمكانة حامله.

### التحليل الوراثي
حُدد المجموع الوراثي لأوتزي ونُشر تقريرٌ عنه في 28 فبراير 2012. ينتمي الصبغي Y لأوتزي إلى إحدى المجموعات المتفرعة من المجموعة الفردانية G المُحددة بالعلامات الوراثية M201 وP287 وP15 وL223 وL91 (G-l91 متفرعة من المجموعة G2a2b المعروفة سابقًا بـ"G2a4"). لم يُصنف أوتزي ضمن أي مجموعة متفرعة من G-L91، ولكن بتحليل خريطة المحاذاة الثنائية [الإنجليزية] الخاصة به وُجد أنه ينتمي إلى L166 وFGC5672 المُتفرعتين من L91. يوجد حاليًا غالب من ينتمي إلى G-L91 في جنوب كورسيكا. أظهر تحليل الدنا المتقدرة لأوتزي أنه ينتمي إلى المجموعة الفرعية K1، ولكنه لا ينتمي إلى المجموعات الحديثة (K1a وK1b وK1c) المتفرعة من هذه المجموعة، وسميت مجموعته مؤقتًا K1ö. أكّدت دراسة في المقايسات المناعية المتعددة [الإنجليزية] أن مجموعة الدنا المتقدرة لأوتزي تنتمي إلى مجموعة أوروبية مجهولة سابقة، وتوزعها ضئيل في مجموعة البيانات الحديثة.
يتضح عند فحص الصبغيات الجسمية لأوتزي أنه أشد قربًا وارتباطًا بالأوروبيين الجنوبيين خاصةً سكان المناطق المعزولة كالكورسيكيين والسردينيين. انتمى أوتزي إلى المزارعين الأوروبيين الأوائل [الإنجليزية] الذين هاجروا بأعداد كبيرة من الأناضول إلى أوروبا في الألفية السابعة قبل الميلاد وقد استُبدلوا بجامعي الطعام المحليين الأوائل بعد أن فاقوهم عددًا.
أظهر تحليل الحمض النووي أيضًا أن أوتزي كان معرضًا للتصلب العصيدي وعدم تحمل اللاكتوز، ووُجد عنده تسلسل الحمض النووي للبوريليا البرغدورفيرية مما يرجحه ليكون أقدم إنسانٍ معروف مصابٍ بداء لايم. رجّح تحليل لاحق أن التسلسل ربما يكون لنوعٍ آخر من أنواع البوريليا.
في أكتوبر 2013، أُفيد أن 19 رجلًا من أهل تيرول من نسل أوتزي أو أحد بعض أقاربه حيث حلّل علماء من معهد الطب الشرعي في جامعة إنسبروك الطبية الحمضَ النووي لأكثر من 3700 متبرع بالدم من ذُكران تيرول، ووجدوا أن 19 شخصًا شاركوا طفرة وراثية محددة مع أوتزي الذي كان حيًا قبل 5300 عامٍ.

### الدم
أعلنت مجموعة من الباحثين في شهر مايو 2012 اكتشاف خلايا دم سليمة لدى أتزي، لتكون أقدم خلايا دم بشرية مكتشفة على الإطلاق. تكون خلايا الدم، في غالبية الجثث القديمة مثل أتزي، إما منكمشة وإما متفتتة، لكن خلايا أوتزي لها أبعاد خلايا الدم الحمراء الحية نفسها وتشبه عينة مأخوذة من إنسان في العصر الحديث.

### تحليل الملوية البوابية
قال باحثون سنة 2016 أنهم درسوا 12 عينة استخرجت من قناة أتزي الهضمية لمعرفة أصل الملوية البوابية الموجودة فيها. كانت السلالة التي عُثر عليها هي hpAsia2، وكانت هذه مفاجأة لأن الإصابة بهذه السلالة شائعة اليوم لدى سكان جنوب آسيا ووسطها، مع إصابات شديدة الندرة لدى سكان أوروبا. إن السلالة الموجودة في أمعاء أوتزي تشبه إلى حد كبير ثلاثة سلالات معاصرة منتشرة في شمال الهند، ولكن السلالة الموجودة لدى أتزي، أقدم من سلالة شمال الهند الحديثة.

### المعدة
كانت معدة أتزي مملوءة تمامًا، ولم يُهضم غالب ما فيها. أجرى باحثون سنة 2018م تحليلًا شاملًا للمعدة والأمعاء للتعرف أكثر على مكونات الوجبات والحميات الغذائية في العصر النحاسي. أُجريت بعض الخزعات على المعدة لتحليل محتواها، ولمعرفة بعض من المعلومات الغذائية عن الفترة التي سبقت الوفاة. اعتُقِد سابقًا أن أُتزي نباتيّ، ولكن كشفت هذه التحاليل أنه كان قارتًا. وُجدت بعض من المركبات التي تدل على أنواع الطعام التي تناولها عمومًا مثل غاما-تربنين [الإنجليزية] مما يدل على تناوله الأعشاب، ووُجدت معادن مغذية تدل على تناوله اللحوم الحمراء أو منتجات الألبان. تمكن الباحثون من تحديد وجبة أُتزي الأخيرة من خلال تحليل آثار الحمض النووي والبروتين بها، ووجدوا أنها تكونت من الدهن ولحم الوعل والأيل الأحمر بالإضافة إلى قمح وحيد الحبة. كشفت نتائج التحاليل التي أُجريت بمجهر القوة الذرية ومطيافية رامان أنه تناول لحومًا برية طازجة أو مجففة. كشفت دراسة سابقة عن وجود جزيئات من الفحم النباتي في أمعائه السفلية مما يدل على استخدام النار في تحضير الطعام، ويُحتمل أنها قد استُخدمت في تجفيف اللحم أو تدخينه.

## سبب الموت

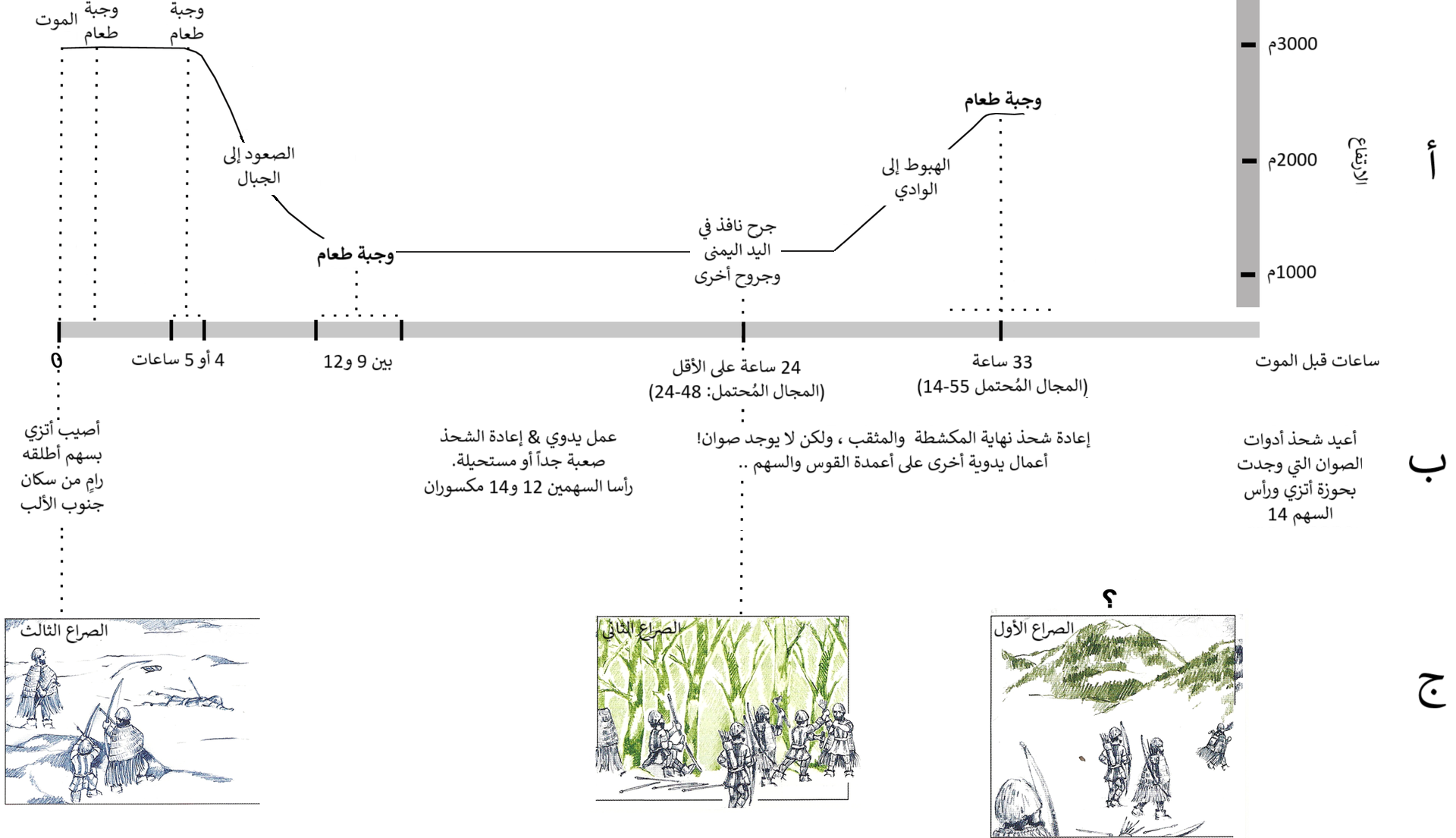
إعادة تشكيل لليومين الأخيرين في حياة أتزي بناءً على دراسات عديدة حسب مسار حركته والوجبات التي تناولها وحالة الجروح وسبب والوفاة وحالة المعدات التي وجدت بحوزته.

ظلَّ سبب وفاة أتزي غير محددٍ لمدة 10 سنوات بعد اكتشاف الجثة.
كان من المُعتقد في البدء أن أتزي مات نتيجةً لعاصفة في الشتاء. ادعى آخرون، من غير دليل، أنه قد يكون أضحية في شعائر تضحية بشرية، ربما لمكانته شيخاً لقبيلة. استوحي هذا التفسير من النظريات الخاصة بالجثث التي استخرجت من الرخاخ والتي يرجع تاريخها للقرن الأول قبل الميلاد، نحو مومياء تولوند.

### رأس السهم وتحليل الدم
كشف تصوير مقطعي محوسب وتصوير بالأشعة السينية سنة 2001م وجود رأس سهم عالق في كتف أتزي الأيسر عند موته. بالإضافة لوجود تمزق صغير في المعطف مُتوافِق مع مكان رأس السهم. دفع الاكتشاف الباحثين إلى الاعتقاد بأن أتزي مات بسبب النزيف، فالجرح كان قاتلاً حتى بمعايير الطب المعاصر. كشف بحث لاحق بأن قصبة السهم قد أزيلت قبل الموت، ووُجِد بالفحص الدقيق للجثة وجود كدمات وجروح قطعية على اليد والمعصم والصدر وإصابة في الرأس تدل على تعرضه لضربة. كان أحد الجروح، عند قاعدة الإبهام، غائراً يصل إلى العظم، وكان حديثاً لم يُشفَ عند الوفاة. من المُتفق عليه اليوم أن أُتزي نزف حتى الموت بعد أن اخترق سهمٌ عظم كتفه وألحق ضرراً بالأعصاب والأوعية الدموية قبل أن يستقر بجانب الرئة.
كشف تحليل للحمض النووي أُجري سنة 2003 وجود آثار دماء لأربعة أشخاص على الأقل على الأدوات التي كانت بحوزة أُتزي: واحد على السكين، واثنان من رأس سهم واحد موجود في كنانته، والرابع على معطفه. تُفسَّر هذه النتائج على أن أتزي قد قتل شخصين مختلفين بالسهم نفسه، وكان قادراً على استعادة السهم في المرتين، أما آثار الدماء على معطفه فمردها إلى أنه حمل زميلاً مصاباً. تدعم الوضعية التي عثر بها على الجثة، أي التجمد واتجاه الوجه نحو الأرض وانحناء الذراع اليسرى أمام الصدر، الافتراض القائل بأن أتزي قد انبطح على بطنه محاولاً إزالة قصبة السهم قبل الموت والتخشب.

#### نظرية أخرى لموقع الموت
تفترض معظم الأبحاث على أن أتزي قد مات في المكان نفسه حيث عُثر عليه. اقترحت نظرية أخرى، طورها عالم الآثار ألسندرو فَنزِتي وزملاؤه في جامعة روما سنة 2010 أن أتزي قد مات على ارتفاع أخفض بكثير وأنه دُفِن لاحقاً في أعالي الجبال. حسب الدراسة التي أجروها، فإن الأغراض التي وُجدت بالقرب من أتزي وموقعها يُفسَّر أنه وضعت عمداً لتشكل تل دفنٍ حجري، لكن الجسد تحرَّك بعد ذلك نتيجةً للجاذبية مع كل دورة ذوبان شكلت تيار ماء متدفق، على أن تتجمد الجثة مجدداً بعد ذلك. يتَّفق عالم النباتات الأثرية كلاوس أوجل [الإنجليزية] العامل في جامعة إنسبروك مع أن العملية الطبيعية الموصوفة تسببت على الأرجح في حركة الجسم بعيداً من التلال التي تتضمن تكوين الحجر، ولكنه يشير أيضاً إلى أن البحث لم يُقدِّم دليلًا مقنعاً لإثبات أن الحجارة المتناثرة هي موقع دفن. يجادل أيضاً عالم الإنسان الإحيائي ألبرت زِنك بأن عظام أتزي لا تظهر أي خلع كان من الممكن أن يكون ناتجًا عن الانزلاق على منحدر كما أن جلطات الدم السليمة في جرح السهم ستتضرر إذا حُرِّك الجسم إلى أعلى الجبل. في كلتا الحالتين لا تتعارض نظرية الدفن مع احتمال وجود سبب عنيف للوفاة.

## النزاع القانوني

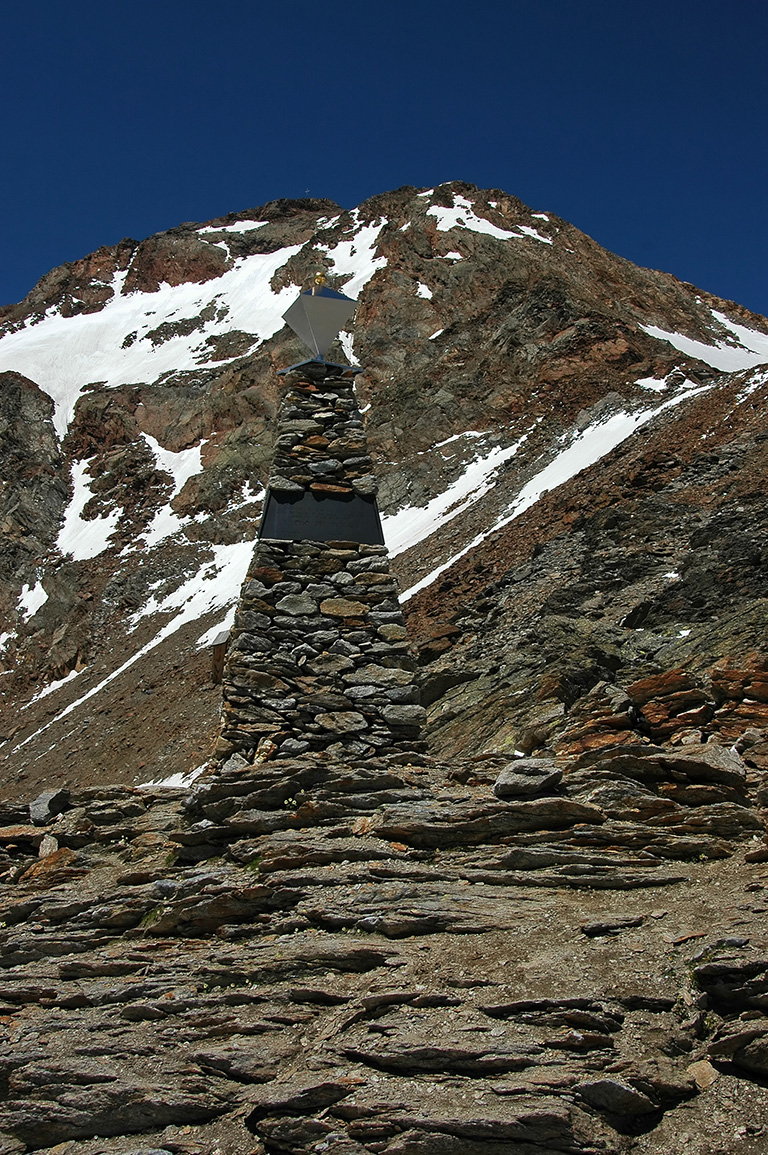
نصب أتزي التذكاري بالقرب من معبر تزينيوخ الجبلي. وُجِد أتزي على بعد 70م تقريباً شمال شرق النصب، وتوجد علامة حمراء على الأرض تُشير إلى المكان (لا تظهر في الصورة).

ينص القانون الإيطالي على دفع حكومة مقاطعة بلسانة [الإنجليزية] رسم اكتشاف للمكتشفين يُقدَّر بقيمة 25% من قيمة أتزي. عرضت السلطات مكافأة رمزية سنة 1994م قيمتها 10 ملايين ليرة إيطالية، ولكن رفضها المكتشفان. رفع المستكشفان دعوى قضائية طالبا فيها محكمة في بلسانة بالاعتراف بدورهما في اكتشاف أتزي ووصفهما بأنهما "المكتشفَين الرسميَين". جاء حكم المحكمة في صالح المستكشفين في نوفمبر 2003، وأعلنا في نهاية الشهر التالي بأنهما يطالبان برسوم قيمتها 300 ألف دولار، ولكن حكومة المقاطعة قررت استئناف الحكم. تقدم شخصان أيضاً قالا إنهما كانا ضمن متسلقي الجبال الذين اكتشفوا أتزي أولاً:
- ماجدولينا موهر يرك[هامش 7]، وهي متسلقة متقاعدة سلوفينية قالت إنها اكتشفت المومياء أولاً بعد أن سقطت في صدع، وبأنها طلبت من هلمت سيمون أن يلتقط صوراً ضوئية لأتزي بعد أن عادت إلى كوخ الجبل. وقالت إن رنولد مسنر الذي كان في الكوخ حينها يشهد على ذلك.[وب 43]
- ساندرا نمث[هامش 8] من سويسرا، وقد صرَّحت بأنها وجدت المومياء قبل هلمت وإريكا، وبصقت عليه للتأكد من أن حمضها النووي سيكون موجوداً عليه لاحقاً. طلبت ساندرا فحصاً للحمض النووي على البقايا، ولكن الخبراء قالوا إن احتمال إيجاد الأثر ضعيف جداً.[وب 44]

سُمعت ادعاءات الخصوم في محكمة في مقاطعة بلسانة سنة 2005. أغضبت هذه القضية إريكا سيمون فقالت إن أياً من المرأتين لم تكونا موجودتين على الجبل ذلك اليوم. قال محامي إريكا سنة 2005: "السيدة سيمون منزعجة جداً من كل هذا ومن حقيقة أن المدعيتين قررتا الظهور بعد 14 عاماً من العثور على أتزي" يارك صرحت لصحيفة سلوفينية سنة 2008 أنها راسلت المحكمة في بلسانة مرتين بخصوص ادعائها ولكنها لم تتلقَ أي ردٍ.
مات هلمت سنة 2004م، وبعد سنتين، في يونيو 2006م، حكمت المحكمة بأنه وإريكا هما من اكتشفا المومياء بالفعل، ليحصلا بذلك على رسوم الاكتشاف، كما حكمت المحكمة بأن على حكومة المقاطعة دفع الأتعاب القانونية لهلمت وإريكا. خفضت إريكا سيمون مطلبها بعد الحكم إلى 150 ألف يورو. كان رد حكومة المقاطعة أن النفقات التي صرفتها لإنشاء المتحف وتكاليف حفاظ أتزي يلزم أن تؤخذ بالحسبان أيضاً عند تحديد رسوم الاكتشاف، وأصرت أنها لن تدفع أكثر من 50 ألف يورو، ثُمَّ استأنفت حكومة المقاطعة الحكم أمام محكمة النقض العليا الإيطالية في سبتمبر 2006م.
أعلن في 29 سبتمبر 2008 أن حكومة المقاطعة والسيدة سيمون قد توصلا إلى تسوية النزاع لتحصل السيدة بموجبها على مبلغ 150 ألف يورو اعترافاً بدورها وزوجها في اكتشاف أتزي وفي العائد السياحي الناتج عن ذلك.

## هوامش
1. ↑  (بالألمانية: Tisenjoch)
2. ↑  Helmut & Erika Simon
3. ↑  Konrad Spindler
4. ↑  Archeoparc
5. ↑  Alessandro Vanzetti
6. ↑  Albert Zink
7. ↑  Magdalena Mohar Jarc
8. ↑  Sandra Nemeth

### فهرس المراجع
وب
1. ↑  "The Discovery". South Tyrol Museum of Archaeology (بالإنجليزية). Archived from the original on 2011-12-13.
2. 1 2  "The Incredible Age of the Find". South Tyrol Museum of Archaeology (بالإنجليزية). Archived from the original on 2015-06-24.
3. ↑  "The Border Question". South Tyrol Museum of Archaeology (بالإنجليزية). Archived from the original on 2011-10-08.
4. ↑  "WWI bodies are found on glacier". BBC News (بالإنجليزية). 23 Aug 2004. Archived from the original on 2006-06-30.
5. ↑  Rory, Carroll (26 Sep 2000). "Iceman is defrosted for gene tests: New techniques may link Copper Age shepherd to present-day relatives". The Guardian (بالإنجليزية). Archived from the original on 2023-07-01. Retrieved 2023-07-01.
6. ↑  Ghose, Tia (3 Nov 2012). "Mummy Melodrama: Top 9 Secrets About Otzi the Iceman". Live Science (بالإنجليزية). Archived from the original on 2023-07-01. Retrieved 2023-07-01.
7. ↑  "Otzi, The Iceman – Facts and Details". factsanddetails.com (بالإنجليزية). Archived from the original on 2017-05-01. Retrieved 2017-11-02.
8. ↑  Ker, Than (23 Jun 2011). "Iceman's Stomach Sampled—Filled With Goat Meat". National Geographic (بالإنجليزية). Archived from the original on 2017-03-28.
9. ↑  "Iceman Oetzi's last meal was 'Stone Age bacon'". Phys.org (بالإنجليزية). 19 Jan 2017. Archived from the original on 2017-02-02. {{استشهاد ويب}}: |archive-date= / |archive-url= timestamp mismatch (help)
10. ↑  "Iceman's final meal". BBC News (بالإنجليزية). 16 Sep 2002. Archived from the original on 2015-03-30. Retrieved 2023-07-02.
11. ↑  Lorenzi, Rossella (25 Feb 2011). "The Iceman Mummy: Finally Face to Face". Discovery news (بالإنجليزية). Archived from the original on 2011-06-19.
12. ↑  Deem, James M. "Ötzi: Iceman of the Alps: His health". Mummy Tombs (بالإنجليزية). Archived from the original on 2006-11-13.
13. ↑  Lorenzi, Rossella (15 Jun 2011). "Iceman Had Bad Teeth: Discovery News". Discovery Communications (بالإنجليزية). Archived from the original on 2011-09-25.
14. ↑  "Iceman Lived a While After Arrow Wound". Discovery Communications (بالإنجليزية). 2 May 2012. Archived from the original on 2012-08-19.
15. 1 2  Deter-Wolf, Aaron (22 Jan 2015). "Scan finds new tattoos on 5300-year-old Iceman" (بالإنجليزية). Archived from the original on 2017-11-17. Retrieved 2023-07-03. {{استشهاد ويب}}: |archive-date= / |archive-url= timestamp mismatch (help)
16. ↑  Deter-Wolf, Aaron (26 Nov 2015). "It's official: Ötzi the Iceman has the oldest tattoos in the world" (بالإنجليزية). Archived from the original on 2015-11-15. Retrieved 2023-07-03.
17. ↑  Daley, Jason (5 Dec 2019). "Infrared Reveals Egyptian Mummies' Hidden Tattoos". Smithsonian Magazine (بالإنجليزية). Archived from the original on 2023-04-26. Retrieved 2023-07-03.
18. ↑  "The Belt and Pouch". South Tyrol Museum of Archaeology (بالإنجليزية). Archived from the original on 2009-03-11.
19. ↑  Krosnar, Katka (17 Jul 2005). "Now you can walk in footsteps of 5,000-year-old Iceman – wearing his boots". The Daily Telegraph (بالإنجليزية). Archived from the original on 2011-06-29. Retrieved 2023-07-02.
20. ↑  Hammond, Norman (21 Feb 2005). "Iceman was wearing 'earliest snowshoes'". The Times (بالإنجليزية). Archived from the original on 2014-11-29. Retrieved 2023-07-02.
21. ↑  Netburn, Deborah (18 Aug 2016). "How Otzi the Iceman outfitted himself: Fur from brown bears and leather from roe deer". Los Angeles Times (بالإنجليزية). Archived from the original on 2023-03-20. Retrieved 2023-07-02.
22. ↑  Bechtel, Dale (21 Aug 2008). "New details emerge about Neolithic age in Alps". swissinfo.ch (بالإنجليزية). Archived from the original on 2017-07-21. Retrieved 2023-07-02.
23. ↑  Nicola, Davis (30 Aug 2016). "It becometh the iceman: clothing study reveals stylish secrets of leather-loving ancient". The Guardian (بالإنجليزية). Archived from the original on 2016-08-30. Retrieved 2016-08-30.
24. ↑  Kristin, Romey (18 Aug 2016). "Here's What th-e Iceman Was Wearing When He Died 5,300 Years Ago". National Geographic (بالإنجليزية). Archived from the original on 2016-08-19.
25. ↑  Fleur, Nicholas St. (21 Jun 2018). "The Final Hours of the Iceman's Tools". The New York Times (بالإنجليزية). Archived from the original on 2023-04-26. Retrieved 2023-07-03.
26. ↑  Nick, Squires (7 Jul 2017). "Copper axe owned by Neolithic hunter Ötzi the Iceman came all the way from Tuscany". The Telegraph (بالإنجليزية). Archived from the original on 2017-11-07. Retrieved 2023-07-03.
27. ↑  "The Axe – Ötzi – South Tyrol Museum of Archaeology". South Tyrol Museum of Archaeology (بالإنجليزية). Archived from the original on 2010-11-16.
28. ↑  Yarbrough, Cathy (19 Nov 2015). "Ancient DNA reveals genetic relationship between today's Sardinians and Neolithic Europeans – HudsonAlpha Institute for Biotechnology". HudsonAlpha (بالإنجليزية). Archived from the original on 2016-10-08. Retrieved 2023-07-05.
29. ↑  Tiscali, Redazione (2 Feb 2012). "Tratti genetici comuni tra la mummia Oetzi e gli attuali abitanti di Sardegna e Corsica". Tiscali (بالإيطالية). Archived from the original on 2012-03-02.
30. ↑  Pinkowski, Jennifer (15 Sep 2021). "Ötzi the Iceman: What we know 30 years after his discovery". National Geographic (بالإنجليزية). Archived from the original on 2023-03-12. Retrieved 2023-07-05.
31. ↑  Stephen S., Hall (1 Nov 2011). "Iceman Autopsy". National Geographic Magazine (بالإنجليزية). Archived from the original on 2012-01-19.
32. ↑  "Link to Oetzi the Iceman found in living Austrians". BBC News (بالإنجليزية). 10 Oct 2013. Archived from the original on 2013-10-12. Retrieved 2023-07-05.
33. ↑  Owen, James (2 May 2012). "World's Oldest Blood Found in Famed "Iceman" Mummy". National Geographic (بالإنجليزية). Archived from the original on 2012-05-05.
34. ↑  "Who Killed the Iceman? Clues Emerge in a Very Cold Case". The New York Times (بالإنجليزية). 26 Mar 2017. Archived from the original on 2017-09-26. Retrieved 2023-07-05.
35. ↑  Ives, Sarah (30 Oct 2003). "Was ancient alpine "Iceman" killed in battle?". National Geographic News (بالإنجليزية). Archived from the original on 2007-10-15.
36. ↑  Pain, Stephanie (26 Jul 2001). "Arrow points to foul play in ancient iceman's death". NewScientistTech (بالإنجليزية). Archived from the original on 2014-08-23. Retrieved 2023-07-05.
37. ↑  Jha, Alok (7 Jun 2007). "Iceman bled to death, scientists say". The Guardian (بالإنجليزية). Archived from the original on 2016-03-13. Retrieved 2023-07-05.
38. ↑  Carroll, Rory (21 Mar 2002). "How Oetzi the Iceman was stabbed in the back and lost his fight for life". The Guardian (بالإنجليزية). Archived from the original on 2007-12-09. Retrieved 2023-07-05.
39. ↑  Lorenzi, Rossella (31 Aug 2007). "Blow to head, not arrow, killed Otzi the iceman". ABC news (بالإنجليزية). Archived from the original on 2007-10-11. Retrieved 2023-07-05.
40. ↑  Bower، Bruce (26 أغسطس 2010). "Prehistoric 'Iceman' gets ceremonial twist". Science News. مؤرشف من الأصل في 2010-08-30.
41. 1 2  "'Iceman' row ends after 17 years". BBC News (بالإنجليزية). 29 Sep 2008. Archived from the original on 2008-09-30. Retrieved 2023-07-01.
42. 1 2  Deem, James M. "Ötzi: Iceman of the Alps: Finder's fee lawsuits" (بالإنجليزية). Mummy Tombs. Archived from the original on 2007-04-30.
43. 1 2  Vladimir, Jerman (9 Oct 2008). "Magdaleni ne bodo plačali za Ötzija". Slovenske novice (بالسلوفينية). Archived from the original on 2015-05-18. Retrieved 2023-07-01.
44. 1 2 3  Nick, Pisa (22 Oct 2005). "Cold case comes to court – After 5,300 years". The Daily Telegraph (بالإنجليزية). Archived from the original on 2008-12-06.
45. ↑  Squires, Nick (29 Sep 2008). "Oetzi The Iceman's discoverers finally compensated: A bitter dispute over the payment of a finder's fee for two hikers who discovered the world famous Oetzi The Iceman mummy has finally been settled". The Daily Telegraph (بالإنجليزية). Archived from the original on 2008-10-02.

منشورات
1. ↑  
Fowler (2001), p. 37.
2. ↑  Bonani (1994), p. 247–250.
3. ↑  Brida (2012), p. 730–741.
4. ↑  Samadelli (2006), p. 54.
5. ↑  Müller (2003), p. 862–866.
6. ↑  Brothwell (2002), p. 35-40.
7. ↑  Heiss (2008), p. 23–35.
8. ↑  Bortenschlager (2000), p. 104.
9. ↑  Ruff (2006), p. 91–101.
10. ↑  Dickson (1994), p. 70–79.
11. ↑  Samadelli (2015), p. 753–758.
12. ↑  Pabst (2009), p. 2335–2341.
13. 1 2 3  Piombino-Mascali (2020), p. 119–136.
14. ↑  Konrad (1995), p. 178–184.
15. ↑  Dorfer (1999), p. 1023-1025.
16. 1 2  Zink (2019b), p. 110–117.
17. ↑  Deter-Wolf (2016), p. 19–24.
18. ↑  Corriher (2000), p. 312.
19. ↑  O'Sullivan (2016), p. 1-9.
20. 1 2  Wierer (2018), p. 1-48.
21. ↑  Fowler (2001), p. 105-106.
22. ↑  Capasso (1998), p. 1864.
23. 1 2 3  Keller (2012), p. 698.
24. ↑  "G-FGC5672 YTree". مؤرشف من الأصل في 2023-07-12.
25. ↑  Di Cristofaro (2018), p. 1-15.
26. ↑  Ermini (2008), p. 1687–1693.
27. ↑  Endicott (2009), p. 1-14.
28. ↑  Callaway (2012), p. 1-2.
29. ↑  Ames (2013), p. 2253–2260.
30. ↑  Janko (2012), p. 2581–2590.
31. ↑  Maixner (2016), p. 162-165.
32. ↑  Maixner (2018), p. 2348–2355.
33. ↑  Zink (2019a), p. 699–706.
34. 1 2  Rollo (2002), p. 12594-12599.
35. ↑  Fagan (2015), p. 303.
36. ↑  Vanzetti (2015), p. 681 - 692.

### بيانات المراجع
مقالات مُحكَّمة (مرتبة حسب تاريخ النشر)
- Georges Bonani; Susan D. Ivy; Irena Hajdas; Thomas R. Niklaus; Martin Suter (1994). "Ams 14C Age Determinations of Tissue, Bone and Grass Samples from the Ötztal Ice Man". Radiocarbon (بالإنجليزية). 36 (02, 2): 247–250. DOI:10.1017/S0033822200040534. ISSN:0033-8222. OCLC:7211418182. QID:Q55967158.
- James H. Dickson; Klaus Oeggl; Linda L. Handley (2003). "The iceman reconsidered". Scientific American (بالإنجليزية). 288 (5): 70–79. DOI:10.1038/SCIENTIFICAMERICAN0503-70. ISSN:0036-8733. PMID:12701332. QID:Q47398949.
- L Capasso (1998). "5300 years ago, the Ice Man used natural laxatives and antibiotics". The Lancet (بالإنجليزية). 352 (9143): 1864. DOI:10.1016/S0140-6736(05)79939-6. ISSN:0140-6736. PMID:9851424. QID:Q47740924.
- M Moser (1999). "A medical report from the stone age?". The Lancet (بالإنجليزية). 354 (9183): 1023–1025. DOI:10.1016/S0140-6736(98)12242-0. ISSN:0140-6736. PMID:10501382. QID:Q33686998.
- Franco Rollo; Massimo Ubaldi; Luca Ermini; Isolina Marota (2002). "Otzi's last meals: DNA analysis of the intestinal content of the Neolithic glacier mummy from the Alps". Proceedings of the National Academy of Sciences of the United States of America (بالإنجليزية). 99 (20): 12594–12599. Bibcode:2002PNAS...9912594R. DOI:10.1073/PNAS.192184599. ISSN:0027-8424. OCLC:112547810. PMC:130505. PMID:12244211. QID:Q24538083.
- Wolfgang Müller; Malcolm T McCulloch; Jo-Anne Wartho (2003). "Origin and migration of the Alpine Iceman". Science (بالإنجليزية). 302 (5646): 862–6. DOI:10.1126/SCIENCE.1089837. ISSN:0036-8075. PMID:14593178. QID:Q28181252.
- Christopher B Ruff; Brigitte M Holt; Vladimir Sládek; Margit Berner; William A Murphy; Dieter zur Nedden; Horst Seidler; Wolfgang Recheis (2006). "Body size, body proportions, and mobility in the Tyrolean "Iceman"". Journal of Human Evolution (بالإنجليزية). 51 (1): 91–101. DOI:10.1016/J.JHEVOL.2006.02.001. ISSN:0047-2484. PMID:16549104. QID:Q34503612.
- Luca Ermini; Cristina Olivieri; Ermanno Rizzi; et al. (2008). "Complete mitochondrial genome sequence of the Tyrolean Iceman". Current Biology (بالإنجليزية). 18 (21): 1687–1693. DOI:10.1016/J.CUB.2008.09.028. ISSN:0960-9822. PMID:18976917. QID:Q34870218.
- Andreas G. Heiss; Klaus Oeggl (2008). "The plant macro-remains from the Iceman site (Tisenjoch, Italian–Austrian border, eastern Alps): new results on the glacier mummy's environment". Vegetation History and Archaeobotany (بالإنجليزية). 18 (1): 23–35. DOI:10.1007/S00334-007-0140-8. ISSN:0939-6314. OCLC:438738444. QID:Q56058680.
- Phillip Endicott; Irene Pichler; Alan Cooper (2009). "Genotyping human ancient mtDNA control and coding region polymorphisms with a multiplexed Single-Base-Extension assay: the singular maternal history of the Tyrolean Iceman". BMC Genetics (بالإنجليزية). 10 (1): 1–14. DOI:10.1186/1471-2156-10-29. ISSN:1471-2156. PMC:2717998. PMID:19545382. QID:Q21283814.{{استشهاد بدورية محكمة}}:  صيانة الاستشهاد: دوي مجاني غير معلم (link)
- M. Moser; F. Hofer (2009). "The tattoos of the Tyrolean Iceman: a light microscopical, ultrastructural and element analytical study". Journal of Archaeological Science (بالإنجليزية). 36 (10): 2335–2341. DOI:10.1016/J.JAS.2009.06.016. ISSN:0305-4403. QID:Q56058683.
- Juan Gabriel Brida; Marta Meleddu; Manuela Pulina (4 May 2012). "Understanding Urban Tourism Attractiveness". Journal of Travel Research (بالإنجليزية). 51 (6): 730–741. DOI:10.1177/0047287512437858. ISSN:0047-2875. QID:Q112034463.
- Ewen Callaway (2012). "Iceman's DNA reveals health risks and relations". Nature (بالإنجليزية): 1–2. DOI:10.1038/NATURE.2012.10130. ISSN:1476-4687. OCLC:4824628811. QID:Q56058686.
- Robert W Stark; Albert Zink (2012). "Preservation of 5300 year old red blood cells in the Iceman". Journal of the Royal Society Interface (بالإنجليزية). 9 (75): 2581–2590. DOI:10.1098/RSIF.2012.0174. ISSN:1742-5689. OCLC:808497655. PMC:3427508. PMID:22552923. QID:Q34254230.
- Markus Ball; Mark Matzas; Valesca Boisguerin; et al. (2012). "New insights into the Tyrolean Iceman's origin and phenotype as inferred by whole-genome sequencing". Nature Communications (بالإنجليزية). 3: 698. Bibcode:2012NatCo...3..698K. DOI:10.1038/NCOMMS1701. ISSN:2041-1723. PMID:22426219. QID:Q34262027.
- Jonathan E. Allen (2013). "Scalable metagenomic taxonomy classification using a reference genome database" (PDF). Bioinformatics (بالإنجليزية). 29 (18): 2253–2260. DOI:10.1093/BIOINFORMATICS/BTT389. ISSN:1367-4803. PMC:3753567. PMID:23828782. QID:Q34355671.
- Marco Samadelli (2015). "Complete mapping of the tattoos of the 5300-year-old Tyrolean Iceman". Journal of Cultural Heritage (بالإنجليزية). 16 (5): 753–758. DOI:10.1016/J.CULHER.2014.12.005. ISSN:1296-2074. QID:Q56058682.
- A. Vanzetti; M. Vidale; M. Gallinaro; D.W. Frayer; L. Bondioli (2015). "The iceman as a burial". Antiquity (بالإنجليزية). Cambridge University Press. 84 (325): 681–692. DOI:10.1017/S0003598X0010016X. ISSN:0003-598X. OCLC:8272356453. QID:Q120359073.
- Aaron Deter-Wolf; Benoît Robitaille; Lars Krutak; Sébastien Galliot (2016). "The world's oldest tattoos". Journal of Archaeological Science: Reports (بالإنجليزية). 5: 19–24. DOI:10.1016/J.JASREP.2015.11.007. ISSN:2352-409X. QID:Q55868980.
- Frank Maixner; Ben Krause-Kyora; Alexander Herbig; et al. (2016). "The 5300-year-old Helicobacter pylori genome of the Iceman". Science (بالإنجليزية). 351 (6269): 162–165. Bibcode:2016Sci...351..162M. DOI:10.1126/SCIENCE.AAD2545. ISSN:0036-8075. PMC:4775254. PMID:26744403. QID:Q34508052.
- Niall J O'Sullivan; Frank Maixner; Ron Pinhasi; Daniel G Bradley (2016). "A whole mitochondria analysis of the Tyrolean Iceman's leather provides insights into the animal sources of Copper Age clothing". Scientific Reports (بالإنجليزية). 6: 31279. DOI:10.1038/SREP31279. ISSN:2045-2322. PMC:4989873. PMID:27537861. QID:Q28597695.
- Julie Di Cristofaro; Stéphane Mazières; Jacques Chiaroni (2018). "Prehistoric migrations through the Mediterranean basin shaped Corsican Y-chromosome diversity". PLOS One (بالإنجليزية). 13 (8): e0200641. DOI:10.1371/JOURNAL.PONE.0200641. ISSN:1932-6203. PMC:6070208. PMID:30067762. QID:Q90689847.{{استشهاد بدورية محكمة}}:  صيانة الاستشهاد: دوي مجاني غير معلم (link)
- Frank Maixner; Amaury Cazenave-Gassiot; Ben Krause-Kyora; et al. (2018). "The Iceman's Last Meal Consisted of Fat, Wild Meat, and Cereals". Current Biology (بالإنجليزية). 28 (14): 2348-2355.e9. DOI:10.1016/J.CUB.2018.05.067. ISSN:0960-9822. PMC:6065529. PMID:30017480. QID:Q56522854.
- Ursula Wierer; Annaluisa Pedrotti (2018). "The Iceman's lithic toolkit: Raw material, technology, typology and use". PLOS One (بالإنجليزية). 13 (6): e0198292. DOI:10.1371/JOURNAL.PONE.0198292. ISSN:1932-6203. PMC:6010222. PMID:29924811. QID:Q55112796.{{استشهاد بدورية محكمة}}:  صيانة الاستشهاد: دوي مجاني غير معلم (link)
- Albert Zink (2019). "The Current Situation of the Tyrolean Iceman". Gerontology (بالإنجليزية). 65 (6): 699–706. DOI:10.1159/000501878. ISSN:0304-324X. PMID:31505504. QID:Q90038755.
- Albert Zink; Marco Samadelli; Dario Piombino-Mascali (2019). "Possible evidence for care and treatment in the Tyrolean Iceman". International Journal of Paleopathology (بالإنجليزية). 25: 110–117. DOI:10.1016/J.IJPP.2018.07.006. ISSN:1879-9817. PMID:30098946. QID:Q56958300.
- Dario Piombino-Mascali; Lars Krutak (2020). "Therapeutic Tattoos and Ancient Mummies: The Case of the Iceman". Purposeful pain : the bioarchaeology of intentional suffering (بالإنجليزية). Cham: Springer Science+Business Media: 119–136. DOI:10.1007/978-3-030-32181-9_6. ISBN:978-3-030-32180-2. S2CID:213402907. QID:Q120222767.

الكتب (مرتبة حسب تاريخ النشر)
- Konrad Spindler (1995). The man in the ice: the preserved body of a Neolithic man reveals the secrets of the Stone Age (بالإنجليزية) (1st ed.). London: Phoenix. ISBN:978-1-85799-155-0. OCLC:60041131. OL:17566076M. QID:Q120223490.
- Shirley Corriher (1997). CookWise: no more failed recipes, the hows and whys of cooking (بالإنجليزية). New York City: William Morrow. ISBN:978-0-688-10229-6. OCLC:824607016. OL:25947137M. QID:Q120186777.
- Sigmar Bortenschlager; Klaus Oeggl, eds. (2000). The Iceman and his natural environment: Palaeobotanical results (بالإنجليزية). Vienna: Springer Science+Business Media. ISBN:978-3-7091-7403-6. OCLC:43859544. OL:27979895M. QID:Q120176550.
- Brenda Fowler (2001). Iceman: Uncovering the life and times of a prehistoric man found in an alpine glacier (بالإنجليزية). Chicago: University of Chicago Press. ISBN:978-0-226-25823-2. OCLC:46908083. OL:3944777M. QID:Q120149875.
- Don Brothwell (2002). Keith Dobney; Terry P. O'Connor (eds.). Bones and the man: studies in honour of Don Brothwell (بالإنجليزية). Oxford: Oxbow Books. ISBN:978-1-84217-060-1. OCLC:48978557. OL:3747129M. QID:Q120178544.
- Marco Samadelli, ed. (2006). The Chalcolithic Mummy: In Search of Immortality (بالإنجليزية). Bolzano: Folio Verlag. Vol. 3. ISBN:978-3-85256-337-4. OCLC:635330715. QID:Q120174192.
- Brian M. Fagan; Nadia Durrani (2015). In the beginning: an introduction to archaeology (بالإنجليزية) (13th ed.). London: Routledge. ISBN:978-1-317-34642-5. OCLC:932060324. OL:29301420M. QID:Q120359440.

## وصلات خارجية
- مومياء تسببت بأزمة سياسية أوروبية ووُصفت بأنها ملعونة! قصة “أوتزي” الأناضولي الذي قُتل قبل 5 آلاف عام، مقالة من عربي بوست بقلم يُمن حلاق.
- في شمال إيطاليا على حدود الألب.. هنا عاش أوتزي أشهر رجل في العصر الحجري، مقالة من شبكة الجزيرة.
- "أوتزي" رجل الثلج يكشف أسرار الحياة قبل آلاف السنين، مقالة من راديو مونت كارلو الدولية.
- مومياء من 3400 سنة قبل الميلاد.. تبوح بأسرارها، مقالة من موقع العربية.